# スズキ・ツイン
ツイン（Twin）は、スズキが販売していた軽自動車（2人乗り軽マイクロクーペ）である。

## 概要
乗車定員は2人で、2,735mmの短い全長と丸みのある外観が特徴。既存のフルキャブオーバー型軽トラックと同等かそれ以下の数値（2003年当時）を持ったショートホイールベース（1,800mm）のため、最小回転半径はフルキャブオーバー型軽トラックとほぼ同等の3.6mとなる。
また、ハイブリッド車で34km/L（10・15モード、「ハイブリッドA」）、ガソリン車でも26km/L（10・15モード、「ガソリンA」）と低燃費である。
当初、ガソリンエンジン車（以下ガソリン車）のほか、市販の軽自動車で初となるハイブリッド車があった。しかし、ハイブリッド車の方は、パワーステアリングや空調などの装備を省いた「ハイブリッドA」でも129万円、これらの装備が備わる「ハイブリッドB」は139万円と、車体の大きさや性能の割に高価となったために売れず、その後受注生産に変更し2005年2月に廃止された。ガソリン車の方は、ガソリンA（2WD／5MT）で49万円、ガソリンB（2WD／3速AT）で84万円という低価格を実現するも、こちらも販売不振で同年8月末を以って生産終了、そして同年12月末を以って販売終了となった。

## スタイル・機構
最大出力32kW（44馬力）の3気筒DOHCエンジンのほか、ハイブリッド車はエンジンとトランスミッションの間に最大出力5kWのモーターを搭載してエンジンをアシストする。ハイブリッドの蓄電池は他社の一般的なハイブリッド車と異なり、二輪用メンテナンスフリーバッテリー（鉛蓄電池）をHV向けに改良した物が使用されている。この12Vバッテリーを8個直列したバッテリ・ブロック(96V)を2つ直列することで192Vとしている。
駆動方式は前輪駆動のみで4WDの設定はない。
ボディタイプは2ボックス（ショートファストバック）2ドアの2シータークーペで後部は荷物の出し入れができるようにするためガラスハッチが開くのみという構造から、後部はリアバンパーと共に非常に厚いメンバーを設けることが可能となり、思いのほか後部は頑丈である。スピードメーターはセンターメーターを採用している。

## 初代 EC22S型 （2003年-2005年）
1999年10月
第33回東京モーターショーにてPu-3コミュータとして参考出品。
2002年10月
第36回東京モーターショーにて参考出品。
2003年1月22日
発表、発売。
グレード体系はガソリン車はエアコンやパワーステアリングなどを非装備とすることで税抜の車両本体価格を49万円に設定した5MT車「ガソリンA」と充実装備の3AT車「ガソリンB」の2グレード、ハイブリッド車はガソリン車と同様の仕様で「ハイブリッドA」と「ハイブリッドB」の2グレードを設定するが、両グレード共に4AT車となる。また、ボディカラーは「ガソリンA」は「スペリアホワイト」のみ、その他のグレードは3色を設定していた。なお、「ハイブリッドA」は受注生産となっており、生産開始は同年3月からであった。
2003年6月3日
新グレードとして、カテキンエアフィルター付エアコン、パワーステアリング、パワーウィンドウを装備し、ボディ同色のホイールキャップ、ドアミラー、ドアハンドルを採用した3AT車「ガソリンV」を追加。併せて、最廉価グレードの「ガソリンA」には「エアコン/パワステ付」を追加。ボディカラーも一部変更となり、「ガソリンA」専用色だった「スペリアホワイト」が他のグレードでも設定できるようになり、「ガソリンA」を除く全グレードに設定されていた「ネイプルスイエロー」を「ブリリアントイエロー」に差し替えた。
2004年1月9日
一部改良（2型）。
「ガソリンV」・「ガソリンB」・「ハイブリッドB」はガラスハッチオープナー、UVカットガラス（ドア）、助手席アシストグリップを追加。また、ボディカラーは「キプロスブルーメタリック」に替わり、濃紺の「キャッツアイブルーメタリック」を追加（ボディカラーの追加は「ガソリンA（「エアコン/パワステ付」を含む）」を除く）。「ガソリンA（「エアコン/パワステ付」を含む）」はバンパーとフェンダーアーチモールをブルーグレーに変更した。また、「ガソリンB」にはメーカーオプションとして、3色の専用ボディカラーと専用シートを設定し、バンパー・フェンダーアーチモール・ホイールキャップの一部にシルバー塗装を採用した「カラーパッケージ」も設定した。また、「ガソリンA（「エアコン/パワステ付」を含む）」の車両本体価格が値上げとなり、最低価格が55万円からになったほか、ハイブリッド車はこれまでの改造車扱い（ガソリン車の型式に"改"を付記）から型式が取得され「ZA-」となった。
2004年4月1日
仕様変更。車両本体価格が消費税込の表記に変更となり、最低価格が57.75万円となる。
2004年6月
仕様変更。車両型式をガソリン車は「CBA-」、ハイブリッド車は「CAA-」にそれぞれ変更するとともに、「平成17年基準排出ガス50%低減レベル（☆☆☆）」認定を取得。さらに、「ガソリンA（「エアコン/パワステ付」を含む）」とハイブリッド車は「平成22年度燃費基準+5%」を達成した。
2005年2月
一部改良（3型、仕様変更扱い）。ボディカラーの入替を行い、「ガソリンV」・「ガソリンB」に設定の「ブリリアントイエロー」を廃止する替わりに「ブルーイッシュブラックパール3」を追加。併せて、発売当初から設定されていたハイブリッド車を廃止し、ガソリン車のみのラインナップとなった。
2005年8月
生産終了。以後は在庫のみの対応となる。
2005年12月
販売終了。総生産台数は10,106台。
2010年3月17日（補足）
排気管の補強部の構造が不適切なために使用過程で亀裂が発生し、排気管が折損する恐れがあるため、生産された全車両を対象に排気管を対策品と交換するリコールを発表。

## 車名の由来
英語で『双子』の意。二つの動力と二つの座席に由来する。